# Aloys Rudolph Vetter

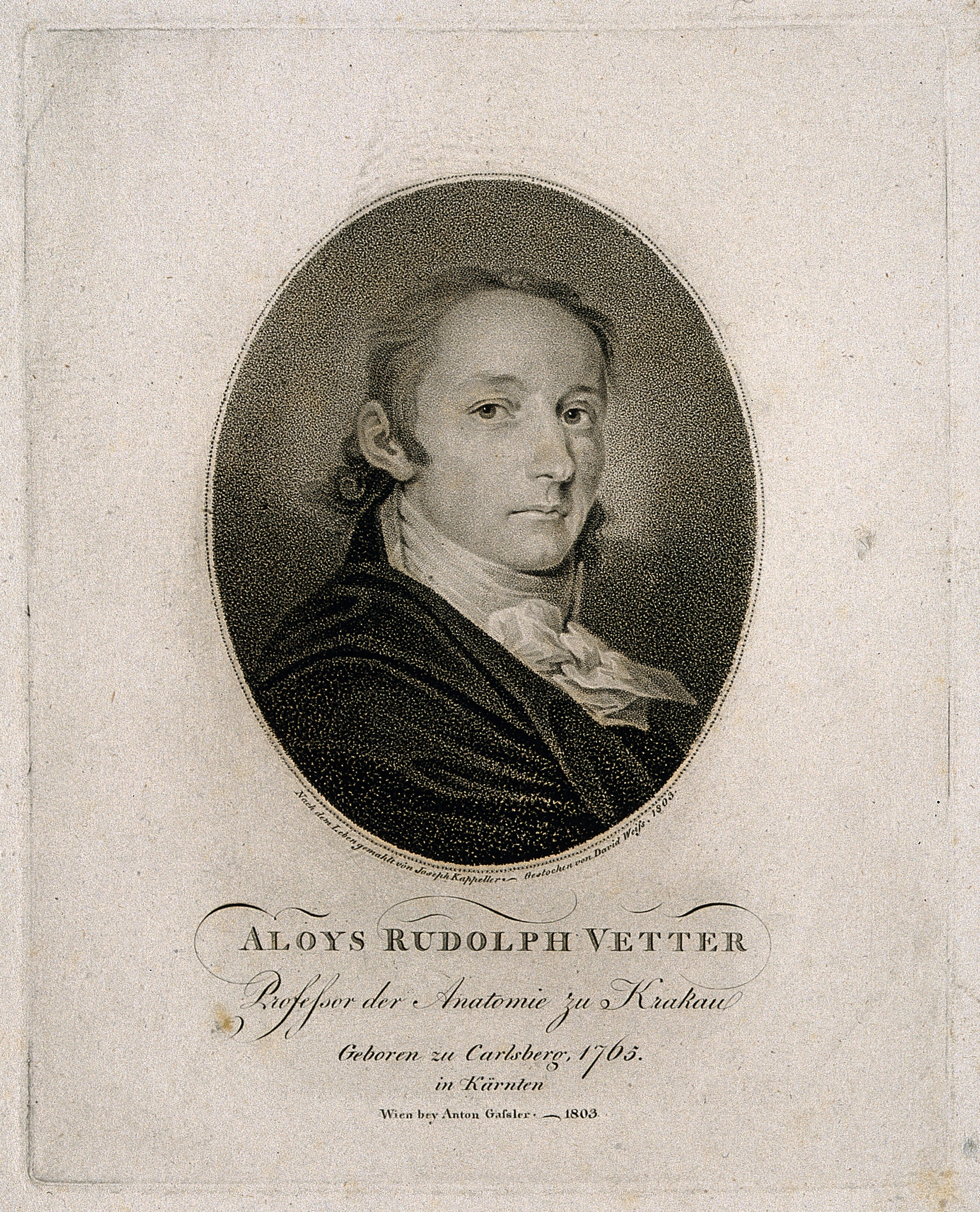

Aloys Rudolph Vetter (1765 - 1806), fue un médico austríaco que en 1803 publicó un tratado sobre tuberculosis en el que describía tres tipos de progresión de la enfermedad: la inflamatoria (que ulcera y forma cavernas pulmonares), la tabes pulmonis (que forma tubérculos con un tipo especial de pus similar al queso) y la tisis (que afectaría a los ganglios, equivalente a la escrófula).

## Biografía
Se formó inicialmente en los escritos de Haen y Störk, bajo la guía personal del profesor Reinlein, quien salvó la vida del joven anatomista cuando contrajo una grave enfermedad por abrir cadáveres en descomposición. 
La fundación de un museo anatomopatológico en Viena se ofreció a asumir las diversas tareas necesarias para establecer el museo, renunciando a todo beneficio personal y sin remuneración, únicamente «en beneficio del arte».
De 1797 a 1803, se desempeñó como conservador del Museo de Patología y prosector del Hospital General de Viena, a los 36 años, ya había examinado patológicamente varios miles de cadáveres. En cinco años, aumentó la colección de especímenes de cuatro a cuatrocientos. Esto le permitió dedicarse por completo a la anatomía patológica, particular de la farmacología.

## Producción Bibliográfica
Incluso siendo un joven de veintitrés años, escribió un manual de anatomía. Primera Edición 1788:
- La tercera edición en 1802 bajo el título:"Libro de texto de anatomía del cuerpo humano sano".

- En el campo de la anatomía patológica “los cambios patológicos causados por venenos venéreos en los órganos reproductivos: Una nueva cura para todas las enfermedades venéreas según Hunter, Girtanner y Hahnemann. Con explicaciones anatómicas" (1793).

- "Explicación de la fisiología" (1794) y en Cracovia, donde fue nombrado profesor de anatomía y fisiología en 1803.

- "De plica semilunari in cordis humani atrio sinistro nuperrime detecta oratio".(Cracovia, 1804). Informe sobre un importante descubrimiento anatómico :

- "Aforismos de anatomía patológica" (1803). En ella presenta una clasificación sistemática bien pensada de los cambios patológicos y neoplasias, una breve anatomía patológica general, seguida de una descripción clara de las relaciones patológicas-anatómicas individuales de los órganos enfermos.

El trabajo de Vetter en Viena fue instrumental en el desarrollo posterior de la anatomía patológica allí. Aunque Alemania quedó muy por detrás de Francia en este campo durante el primer tercio del siglo XX, la anatomía patológica fue cultivada y promovida celosamente en Viena por el sucesor de Vetter, Johann Wagner, el primer profesor de anatomía patológica en Viena, y su sobrino y asistente, Karl Rokitansky.

## Lista de Referencias
1. 1 2 3 4  Biographie, Deutsche. «Vetter, Alois Rudolf - Deutsche Biographie». www.deutsche-biographie.de (en alemán). Consultado el 10 de junio de 2025.